# Morány
Morány (německy Moran) je malá vesnice, část obce Čestín v okrese Kutná Hora ve Středočeském kraji. Nachází se asi 1,5 kilometru severovýchodně od Čestína. Vesnicí protéká Čestínský potok, který je pravostranným přítokem řeky Sázavy.
Morány leží v katastrálním území Čestín o výměře 9,39 km².

## Historie
První písemná zmínka o vesnici pochází z roku 1707.

## Pamětihodnosti
- Zámek Morány

## Fotogalerie

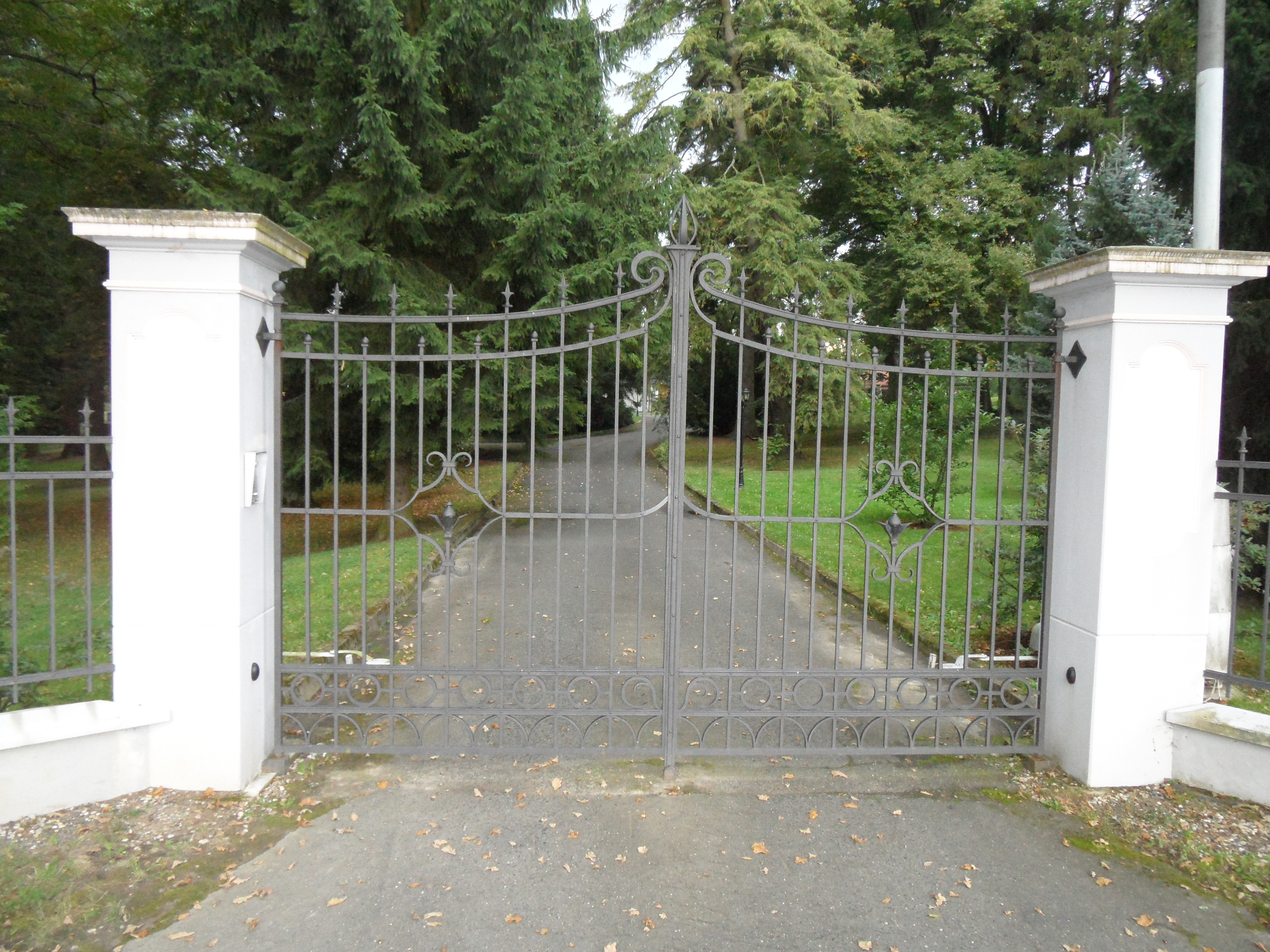
Brána do zámku
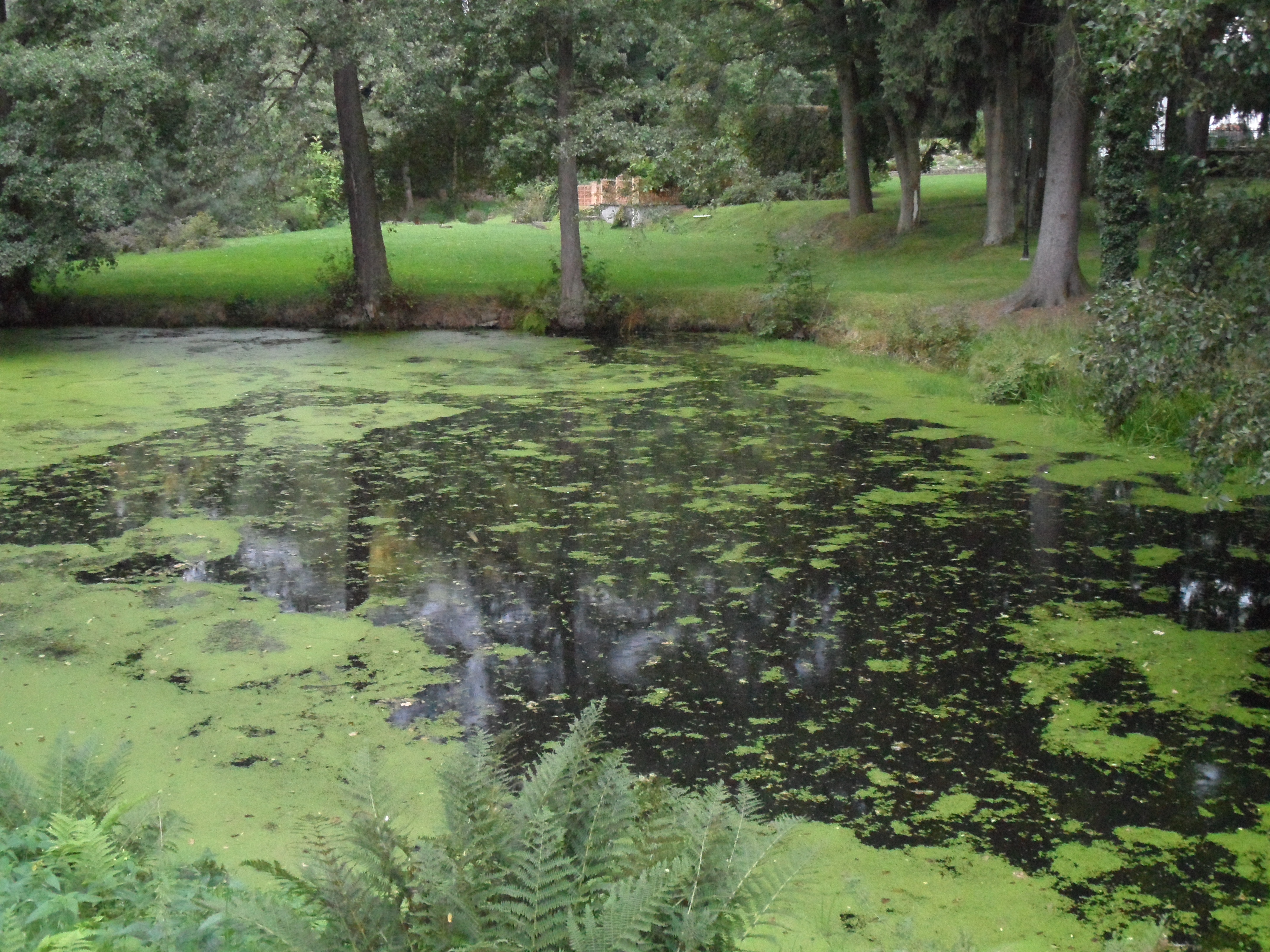
Jezírko v zámeckém parku
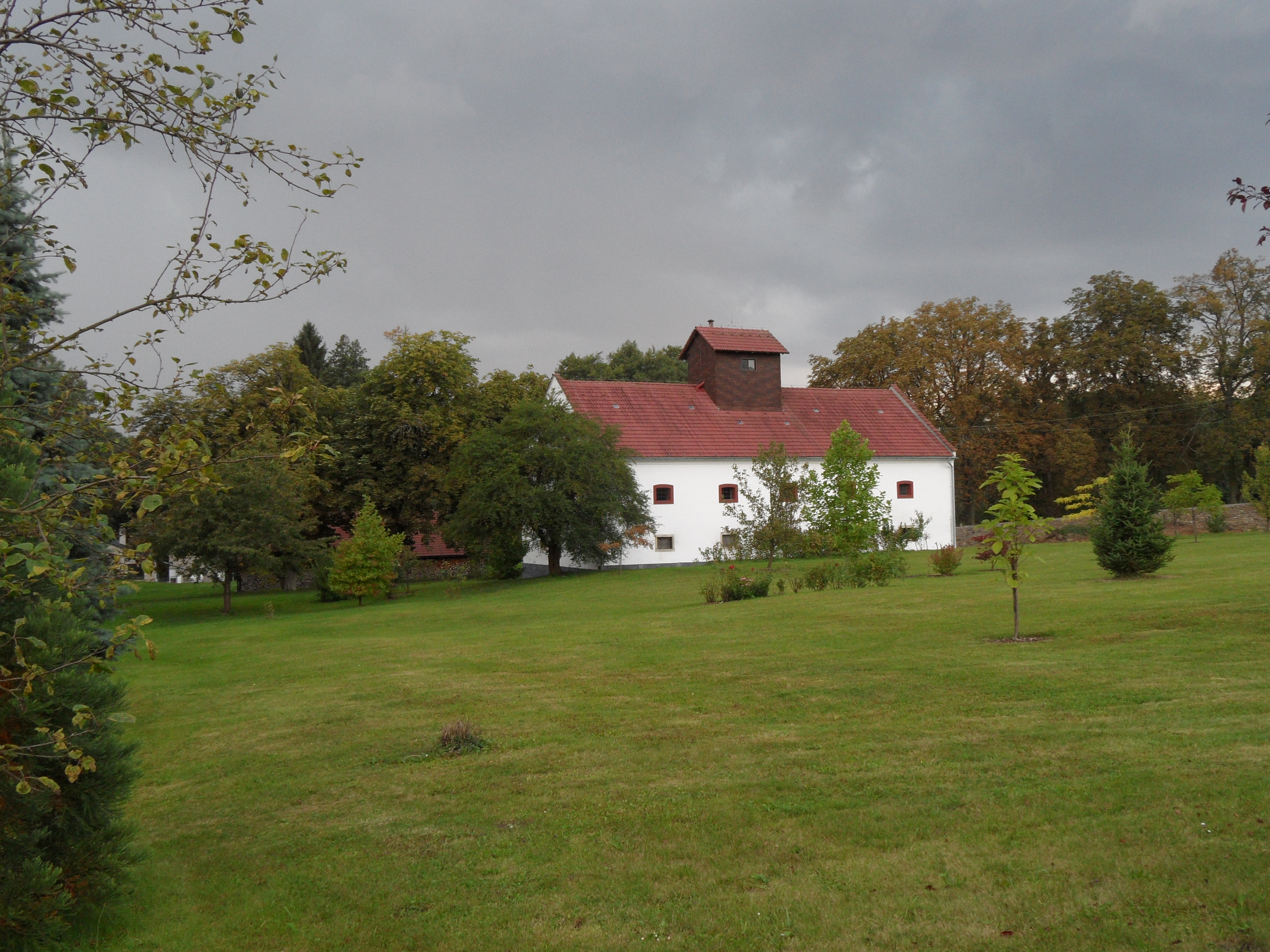
Hospodářská budova v areálu zámku
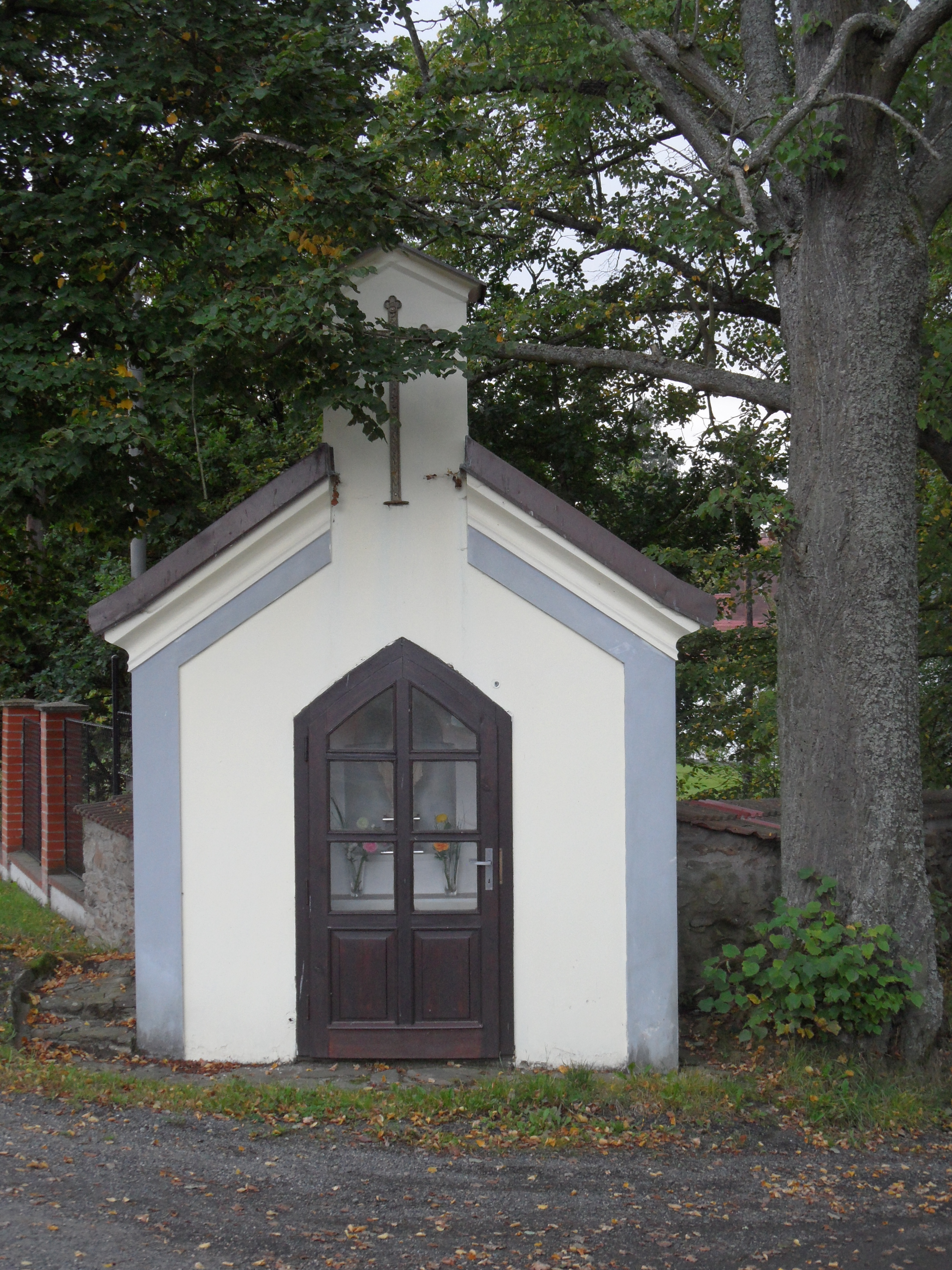
Kaplička